# رسول پهلوان
ابر مرد تاریخ افغانستان دگرجنرال محمد رسول پهلوان موسس، بنیان گذار و معاون اول حزب جنبش ملی اسلامی افغانستان فرزند شمس الدین پهلوان (زاده سال 1329) در قریه ‌‌فیض آباد ولسوالی شیرین‌تگاب ولایت فاریاب چشم به جهان گشود.
وی جهت ادامه دروس و تحصیلات اش جهت ناباسامانی های محیط و اوضاع سیاسی آن وقت و در نبود مکاتب تحصیلی ،تحصیلات خویش را به مدت زیاد پیش امام مسجد از کتوب های دینی در ناحیه مربوطه  پیش برد .
در اوضاع آن وقت تداخل قشون سرخ در کشور دست نیافتن مردم در استقلالیت و در امنیت و اقتصاد ، مردم این سرزمین رنج میبرد، سیاهی های امنیت و ناباسامانی ها همه فصل کشور را فرا گرفته بود و هیچ شهروند کشور مثل یک شهروند اصلی در این سرزمین ادا  زندگی را نداشت.
و با دیدن اوضاع کشور و مردم خود رنج میبرد و حس  مردم سالاری و حس کشور سالاری به سر میکرد .
رفته رفته این همه ناباسامانی ها، انگیزه و پای فرمانده را را در مسیر مبارزه اصلاح سازی کشاند ،
او خوب میدانست بدون تامین امنیت و اقتصاد و دست یافتن به یک اسقلالیت عرضی اوضاع مردم سالاری و کشور سالاری به هیچ وجه پیش نخواهد رفت .
و در همان فراز ها فرمانده خوده شامل یک گروه چند صد نفری مجاهدین آن وقت ساخت و تا آخرین مراحل خروج قشون سرخ پا در مبارزه نکشید .
وی بعد از قشون سرخ و آمدن حکومت متنوع از آن جمله حکومت آن وقت یعنی دوکتور نجیب الله همراه با یاران خود تحت رهبری مارشال دوستم فرقه 53 پیاده در شمال کشور در قالب حکومت جدید آن وقت خود را شامل ساخت .
زمان میگذشت خلاقیت و صداقت و کار کشته گی فرمانده با یاران اش در قبال کشور و مردمش اعتبار فرمانده را در حکومت مرکزی بیشتر می ساخت و همه جا پر از صداقت و قهرمانی فرقه 53 پیاده بود .
در همین وقت حکومت مرکزی مردان زیادی را با رتبه های نظامی تقدیر کرد ، وی در همان جا از طرف دولت مرکزی برای فرمانده بزرگ رتبه جنرالی را اهدا کردن و مسولیت جنرال را در قبال مردم و کشور اش شد.
در گرداب حکومت آن وقت زندگی سیاسی خوب پیش میرفت اما در تشکیل حکومت و کارهای سیاسی انگیزه دولت مرکزی در قبال مردان بزرگ صفحات شمال تغیر خورد .
و بر خواسته های اینها دولت مرکزی حق قایل نشد در همین سال ها خلای بین نیروی شمال تحت رهبری مارشال دوستم و دگرجنرال رسول پهلوان و دولت مرکزی ایجاد شد .
و در همین نگاه ها نیرو های شمال با نیرو های احمد شاه مسعود که در قسمت های کوه دامن در مبارزه بود هم سخن و هم دید شدن و در شکست حکومت مرکزی قیام کردن و در همین نبرد نیروهای مجاهدین پیروز شدن و حکومت مرکزی را بدست گرفتن.
شمال تحت رهبری مارشال دوستم و به معاونیت جنرال فقید اداره میشد.
آنها درسال های 1371 حزبی را بنا نهادند بنام حزب جنبش ملی اسلامی افغانستان میباشد . در رهبریت آن جناب  مارشال عبدالرشید دوستم بود.
و نیرو های نظامی شان تحت یک فرقه که بنام فرقه 511 نام داشت که تحت رهبری دگر جنرال محمد رسول پهلوان قرار داشت.
و اوضاع در سیر اینها در شمال کشور چشم گیری داشت و دروازه های مکاتب و مدارس و دانشگاه ها به روی همه شهروندان باز بود.
اما بخت با فرمانده کل نظامی حزب جنبش ملی اسلامی افغانستان یاری نکرد در سال 1375 در روز چهارم ماه سرطان در قسمت شهرک دشت شور شهر مزارشریف توسط گروه سازمان یافته ترور گردید و به حق پیوست.
روح شان شاد یاد شان گرامی باد.

## سرگذشت
جنرال رسول پهلوان رهبر نظامی ازبیک در افغانستان و برادر جنرال عبدالملک پهلوان بود. رسول پهلوان در ژوئن ۱۹۹۶ (میلادی) در یک کمین مرموز در شهر مزارشریف ترور شد.